# Trofeo de la Vendimia
El Trofeo de la Vendimia es un torneo amistoso que se realiza desde 1952, con dos interrupciones debido a diferentes motivos. Desde 2014 lo organiza el Xerez DFC tras registrar la patente, siendo el anterior organizador, que no dueño, el Xerez CD. El trofeo se disputa a principio de temporada, generalmente a mediados de agosto. Normalmente es el primer partido que disputa el Xerez DFC en casa de la temporada. El Trofeo de la Vendimia es, junto al Trofeo Teresa Herrera de La Coruña, el más antiguo de los celebrados en toda España.

## Historia
La primera vez que se jugó fue el 7 de septiembre de 1952, partido disputado en el antiguo Estadio Domecq ante el FC Barcelona. A partir de ahí han sido muchos los equipos que se han disputado este trofeo. La celebración del trofeo ha sido discontinua. Llegando a desaparecer durante varios largos periodos de años. El Xerez CD manifestó durante 2005 su intención de recuperarlo de forma continuada. Teniendo en cuenta su primera edición, tras el Trofeo Teresa Herrera de La Coruña, es el más antiguo de los celebrados en toda la geografía española.
En las ediciones de 1966-67 y 1968-69, el equipo elegido por el ayuntamiento para representar a la ciudad no fue el Xerez CD sino el Jerez Industrial CF, al ser en aquellos años el primer equipo de la ciudad por categoría.
Desde 2014, con la fundación del Xerez DFC, es éste quien se encarga de organizar anualmente el trofeo tras resolución de la Oficina Española de Patentes y Marcas.

## Ediciones
El Cádiz junto con el Sevilla son los equipos con más ediciones disputadas, salvando al Xerez CD, antiguo organizador de la competición.
La siguiente lista recoge las distintas ediciones disputadas, el formato empleado en cada una de ellas y el resultado de los encuentros:
| Edición | Temporada | Formato       | Formato       | Partidos y resultados | Partidos y resultados          | Partidos y resultados | Partidos y resultados          | Partidos y resultados             |
| ------- | --------- | ------------- | ------------- | --------------------- | ------------------------------ | --------------------- | ------------------------------ | --------------------------------- |
| 1.ª     | 1952/53   | Partido único | Partido único | Bandera de España     | Xerez CD                       | 3 - 6                 | F. C. Barcelona                | Bandera de España                 |
| 2.ª     | 1953/54   | Partido único | Partido único | Bandera de España     | Xerez C. D                     | 1 - 4                 | Real Madrid C. F.              | Bandera de España                 |
| 3.ª     | 1955/56   | Partido único | Partido único | Bandera de España     | Xerez C. D                     | 4 - 1                 | Atlético de Portugal           | Bandera de Portugal               |
| 4.ª     | 1956/57   | Partido único | Partido único | Bandera de España     | Xerez C. D                     | 1 - 3                 | Sevilla F. C.                  | Bandera de España                 |
| 5.ª     | 1957/58   | Partido único | Partido único | Bandera de España     | Xerez C. D                     | 3 - 2                 | Sevilla F. C.                  | Bandera de España                 |
| 6.ª     | 1958/59   | Partido único | Partido único | Bandera de España     | Xerez C. D                     | 2 - 1                 | Atlético de Ceuta              | Bandera de España                 |
| 7.ª     | 1959/60   | Partido único | Partido único | Bandera de España     | Xerez C. D                     | 1 - 4                 | Real Betis Balompié            | Bandera de España                 |
| 8.ª     | 1963/64   | Partido único | Partido único | Bandera de España     | Xerez C. D                     | 1 - 0                 | Cádiz C. F.                    | Bandera de España                 |
| 9.ª     | 1964/65   | Partido único | Partido único | Bandera de España     | Xerez C. D                     | 1 - 1 (pen)           | Sevilla F. C.                  | Bandera de España                 |
| 10.ª    | 1965/66   | Partido único | Partido único | Bandera de España     | Xerez C. D                     | 1 - 2                 | C. D. Málaga                   | Bandera de España                 |
| 11.ª    | 1966/67   | Partido único | Partido único | Bandera de España     | Jerez Industrial C. F.         | 1 - 1(pen)            | Córdoba C. F.                  | Bandera de España                 |
| 12.ª    | 1968/69   | Partido único | Partido único | Bandera de España     | Jerez Industrial C. F.         | 2 - 4                 | Portuguesa-RJ                  | Bandera de Brasil                 |
| 13.ª    | 1980/81   | Cuadrangular  | Semifinal     | Bandera de España     | C. D. Málaga                   | 1 - 0                 | A. D. Ceuta                    | Bandera de España                 |
| 13.ª    | 1980/81   | Cuadrangular  | Semifinal     | Bandera de España     | Xerez C. D                     | 2 - 1                 | Cádiz C. F.                    | Bandera de España                 |
| 13.ª    | 1980/81   | Cuadrangular  | Consolación   | Bandera de España     | Cádiz C. F.                    | 1 - 1                 | A. D. Ceuta                    | Bandera de España                 |
| 13.ª    | 1980/81   | Cuadrangular  | Final         | Bandera de España     | Xerez C. D                     | 0 - 0                 | C. D. Málaga                   | Bandera de España                 |
| 14.ª    | 1981/82   | Cuadrangular  | Semifinal     | Bandera de España     | Xerez C. D                     | 1 - 1                 | Cádiz C. F.                    | Bandera de España                 |
| 14.ª    | 1981/82   | Cuadrangular  | Semifinal     | Bandera de España     | Real Club Recreativo de Huelva | 3 - 1                 | R. C. D. Español               | Bandera de España                 |
| 14.ª    | 1981/82   | Cuadrangular  | Consolación   | Bandera de España     | R. C. D. Español               | 1 - 1                 | Cádiz C. F.                    | Bandera de España                 |
| 14.ª    | 1981/82   | Cuadrangular  | Final         | Bandera de España     | Xerez C. D                     | 1 - 0                 | Real Club Recreativo de Huelva | Bandera de España                 |
| 15.ª    | 1982/83   | Cuadrangular  | Semifinal     | Bandera de España     | Sevilla F. C.                  | 3 - 1                 | Cádiz C. F.                    | Bandera de España                 |
| 15.ª    | 1982/83   | Cuadrangular  | Semifinal     | Bandera de España     | Xerez C. D                     | 2 - 3                 | Újpest Dózsa                   | Bandera de Hungría                |
| 15.ª    | 1982/83   | Cuadrangular  | Consolación   | Bandera de España     | Xerez C. D                     | 2 - 1                 | Cádiz C. F.                    | Bandera de España                 |
| 15.ª    | 1982/83   | Cuadrangular  | Final         | Bandera de España     | Sevilla F. C.                  | 1 - 0                 | Újpest Dózsa                   | Bandera de Hungría                |
| 16.ª    | 1983/84   | Cuadrangular  | Semifinal     | Bandera de México     | Club América                   | 2 - 2                 | Cádiz C. F.                    | Bandera de España                 |
| 16.ª    | 1983/84   | Cuadrangular  | Semifinal     | Bandera de España     | Xerez C. D                     | 1 - 1                 | Nottingham County F. C.        | Bandera de Inglaterra             |
| 16.ª    | 1983/84   | Cuadrangular  | Consolación   | Bandera de España     | Xerez C. D                     | 0 - 0                 | Cádiz C. F.                    | Bandera de España                 |
| 16.ª    | 1983/84   | Cuadrangular  | Final         | Bandera de México     | Club América                   | 3 - 1                 | Nottingham County F. C.        | Bandera de Inglaterra             |
| 17.ª    | 1984/85   | Partido único | Partido único | Bandera de España     | Xerez C. D                     | 1 - 1                 | Real Zaragoza                  | Bandera de España                 |
| 18.ª    | 2005/06   | Triangular    | 1.er partido  | Bandera de España     | Xerez C. D                     | 1 - 1                 | Olympiacos F. C.               | Bandera de Grecia                 |
| 18.ª    | 2005/06   | Triangular    | 2.º partido   | Bandera de España     | Sevilla F. C.                  | 1 - 0                 | Olympiacos F. C.               | Bandera de Grecia                 |
| 18.ª    | 2005/06   | Triangular    | 3.er partido  | Bandera de España     | Xerez C. D                     | 0 - 0                 | Sevilla F. C.                  | Bandera de España                 |
| 19.ª    | 2006/07   | Partido único | Partido único | Bandera de España     | Xerez C. D                     | 3 - 1                 | Al-Ain                         | Bandera de Emiratos Árabes Unidos |
| 20.ª    | 2007/08   | Partido único | Partido único | Bandera de España     | Xerez C. D                     | 0 - 1                 | U. D. Almería                  | Bandera de España                 |
| 21.ª    | 2008/09   | Partido único | Partido único | Bandera de España     | Xerez C. D                     | 1 - 2                 | Real Racing Club de Santander  | Bandera de España                 |
| 22.ª    | 2009/10   | Partido único | Partido único | Bandera de España     | Xerez C. D                     | 2 - 0                 | Excelsior Mouscron             | Bandera de Bélgica                |
| 23.ª    | 2011/12   | Partido único | Partido único | Bandera de España     | Xerez C. D                     | 0 - 1                 | Málaga C. F.                   | Bandera de España                 |
| 24.ª    | 2012/13   | Partido único | Partido único | Bandera de España     | Xerez C. D                     | 0 - 0                 | Granada C. F.                  | Bandera de España                 |
| 25.ª    | 2014/15   | Partido único | Partido único | Bandera de España     | Xerez DFC                      | 1 - 0                 | San Fernando C. D.             | Bandera de España                 |
| 26.ª    | 2015/16   | Partido único | Partido único | Bandera de España     | Xerez DFC                      | 0 - 1                 | Real Balompédica Linense       | Bandera de España                 |
| 27.ª    | 2016/17   | Partido único | Partido único | Bandera de España     | Xerez DFC                      | 0 - 2                 | San Fernando C. D.             | Bandera de España                 |
| 28.ª    | 2017/18   | Partido único | Partido único | Bandera de España     | Xerez DFC                      | 3 - 1                 | Europa FC                      | Bandera de Gibraltar              |
| 29.ª    | 2018/19   | Partido único | Partido único | Bandera de España     | Xerez DFC                      | 1 - 0                 | U. D. Roteña                   | Bandera de España                 |
| 30.ª    | 2019/20   | Partido único | Partido único | Bandera de España     | Xerez DFC                      | 1 - 2                 | San Fernando CD Isleño         | Bandera de España                 |
| 31.ª    | 2021/22   | Partido único | Partido único | Bandera de España     | Xerez DFC                      | 2 - 1                 | Real Madrid Castilla           | Bandera de España                 |
| 32.ª    | 2022/23   | Partido único | Partido único | Bandera de España     | Xerez DFC                      | 1 - 2                 | Málaga CF                      | Bandera de España                 |
| 33.ª    | 2023/24   | Partido único | Partido único | Bandera de España     | Xerez DFC                      | 2 - 1                 | Real Balompédica Linense       | Bandera de España                 |
| 34.ª    | 2024/25   | Partido único | Partido único | Bandera de España     | Xerez DFC                      | 0 - 0                 | Club Atl. Central              | Bandera de España                 |

### Palmarés
Los equipos con más trofeos en sus vitrinas son el antiguo organizador, el Xerez CD (9), seguido del actual organizador, el Xerez DFC (6) y del Sevilla FC (4).
| Equipo                        | Títulos | Año                                                  |
| ----------------------------- | ------- | ---------------------------------------------------- |
| Xerez C. D.                   | 9       | 1955, 1957, 1958, 1963, 1980, 1981, 1984, 2006, 2009 |
| Xerez DFC                     | 6       | 2014, 2017, 2018, 2021, 2023, 2024                   |
| Sevilla F. C.                 | 4       | 1956, 1964, 1982, 2005                               |
| Málaga C. F.                  | 3       | 1965, 2011, 2022                                     |
| San Fernando C. D.            | 2       | 2016, 2019                                           |
| F. C. Barcelona               | 1       | 1952                                                 |
| Real Madrid C. F.             | 1       | 1953                                                 |
| Real Betis Balompié           | 1       | 1959                                                 |
| Club América                  | 1       | 1983                                                 |
| U. D. Almería                 | 1       | 2007                                                 |
| Real Racing Club de Santander | 1       | 2008                                                 |
| Granada C. F.                 | 1       | 2012                                                 |
| Real Balompédica Linense      | 1       | 2015                                                 |